# Karin Dedler
Karin Dedler (Dietmannsried, 2 de febrero de 1963) es una deportista alemana que compitió para la RFA en esquí alpino.
Ganó una medalla de bronce en el Campeonato Mundial de Esquí Alpino de 1989, en la prueba de descenso. En la Copa del Mundo consiguió tres podios en total.
Estudió Ciencias del Deporte en la Universidad de Múnich.

## Palmarés internacional
| Campeonato Mundial | Campeonato Mundial    | Campeonato Mundial | Campeonato Mundial |
| Año                | Lugar                 | Medalla            | Prueba             |
| ------------------ | --------------------- | ------------------ | ------------------ |
| 1989               | Vail (Estados Unidos) | Medalla de bronce  | Descenso           |